# Georg Ferdinand Plesmann
Georg Ferdinand Plesmann (auch: Plessmann, Pleßmann; * 20. November 1767 in Braunschweig; † 20. Februar 1817 in Frankfurt an der Oder) war ein königlich preußischer Oberst und zuletzt Kommandeur des 27. Infanterie-Regiments.

## Herkunft
Sein Vater war Proviantverwalter in Hastedt und starb 1793. Er hatte noch drei Schwestern sowie einen Bruder Johann Heinrich Christoph Pleßmann, zuletzt Major in Leyden.

## Leben
Er ging 1785 in niederländische Dienste und kämpfte im Ersten Koalitionskrieg gegen Frankreich. 1794 wurde er zum Seconde-Lieutenant befördert, am 5. August 1795 nahm er jedoch seinen Abschied, nachdem das Königreich zur Batavischen Republik geworden war. Aber am 5. Januar 1786 kehrte er als Seconde-Lieutenant der 10. Halb-Brigade in die Dienste der neuen Republik zurück. Im August 1796 wurde er Premier-Lieutenant und am 12. März 1807 als Kapitän in das königlich holländische 9. Linien-Infanterie-Regiment versetzt. Mit der Gründung des Königreichs Westphalen am 18. August 1807 mussten alle Braunschweiger aus ausländischen Diensten zurückkehren. So wurde Plesmann am 28. Januar 1808 aus batavischen Diensten entlassen und als Führer der 1. Kompanie in das westphälische 4. Linien-Infanterie-Regiment übernommen. Er nahm 1809 am Spanienfeldzug teil und wurde beim Sturm auf Gerona verwundet und nach Westphalen zurückgeschickt. Am 10. August 1809 zum Major befördert, wurde er am 17. Juli 1810 in das 7. Linien-Infanterie-Regiment versetzt. Außerdem wurde er Ritter des Ordens der Westphälischen Krone. Am 21. Januar 1811 wurde er Kommandeur des Garde-Grenadier-Bataillons.
Er nahm als Oberst und Kommandeur des 1. Linien-Infanterie-Regiments am Russlandfeldzug von 1812 teil. Das Regiment stand in Kurland und zog sich nach der Niederlage nach Danzig zurück. Es war danach im Dorf Rosenberg stationiert.
Nach der Kapitulation von Danzig und dem Ende des Königreichs Westphalen kam er im Februar 1814 in preußische Dienste. Zunächst ohne Patent wurde er zum Kommandeur des Reserve-Bataillons des Elb-Infanterie-Regiments ernannt. Am 12. März 1814 erhielt er dann sein Patent als Oberstleutnant. Am 31. März 1815 wurde das Bataillon in das neuerrichtete 27. Infanterie-Regiment eingegliedert und Plesmann zu dessen Kommandeur ernannt. Während des Sommerfeldzugs von 1815 kämpfte er bei Ligny und Wavre und erwarb sich dort das Eiserne Kreuz 2. Klasse. Er erhielt am 1. November 1815 sein Patent als Oberst, starb aber bereits am 20. Februar 1817 in Frankfurt an der Oder und wurde dort beerdigt.
Nach Ochs war Plesmann auch Ritter der Ehrenlegion.